# Desmocarididae
Famille
Les Desmocarididae sont une famille de crevettes (crustacés décapodes) de la super-famille des Palaemonoidea.

## Liste des genres
Selon World Register of Marine Species (18 avril 2016), Desmocarididae comprend le genre suivant :
- genre Desmocaris Sollaud, 1911